# Die Glorreichen
Die Glorreichen ist ein Abenteuerfilm von Henri Verneuil mit Jean-Paul Belmondo in der Hauptrolle. Der Film kam am 21. September 1984 in die deutschen Kinos.

## Handlung
Tunesien, April 1943. Eine Kolonne französischer Fremdenlegionäre hat den Auftrag, das Gold aus der Bank von El Ksour nach Sfax zu evakuieren. Kaum angekommen, werden sie jedoch von einer Einheit des deutschen Afrikakorps aus dem Hinterhalt bis auf vier Mann niedergemetzelt. Übrig bleiben Adjutant Mahuzard, Sergent Augagneur und die Legionäre Boissier und Borzik. Sie können sich in einem Haus verstecken und treffen dort auf den letzten Überlebenden der ursprünglichen französischen Verteidiger, den Artilleristen Béral, der sich ihnen anschließt. Mahuzard und Borzik versuchen, Sprengstoff aus einem der LKWs zu retten, wobei Borzik getötet wird. Mahuzard kann sich in die Bank retten.
Die Deutschen schicken einen Spähtrupp ins Haus, den Augagneur und Boissier ausschalten. Getarnt als Deutsche, begeben sich Augagneur und Béral zur letzten funktionstüchtigen Kanone und nehmen den deutschen Stützpunkt unter Beschuss. Danach gesellen sie sich mit Boissier zu Mahuzard in die Bank. Augagneur, der kein Interesse mehr am Legionärsberuf hat, will das Gold nun selbst einsacken. Mahuzard jedoch hält am Befehl fest, und es kommt zu einer Spaltung der Legionäre, bei der sich Béral zunächst für Augagneur entscheidet.
Am Morgen taucht Bankdirektor Laroche-Fréon auf, um das Gold im Tresor an den Legionskommandeur zu übergeben. Er muss sich jedoch mit der Tatsache abfinden, dass Augagneur das Gold für seine Zwecke und nicht für Frankreich sicherstellen will. Als Augagneur Mahuzard nach einer Auseinandersetzung in einem Nebenraum einsperrt und durch Béral bewachen lässt, wird er auf Hélene, die Ehefrau des Bankiers, aufmerksam. Er eilt zu ihr und bringt sie dazu, ihn zu sich nach Hause mitzunehmen, um einiges an Proviant zu bekommen oder bei Gelegenheit auch mit ihr zu schlafen. Er kommt aber nicht dazu, weil der deutsche Oberstleutnant Karl Brenner mit seinem Panzer an die Tür klopft. Augagneur nimmt ihn gefangen und nimmt ihn mit Hélene zur Bank mit. Zwischendurch hat sie ihm ihre Hilfe bei der Entwendung der Goldbarren angeboten, um sich von ihrem Mann zu befreien. In der Bank jedoch hat Mahuzard Béral eingeschüchtert und das Ruder übernommen. Er sperrt ihn und den Deutschen zu Boissier in eine Safekammer.
Hélene kann sich den Schlüssel schnappen und schmuggelt ihn zu den drei Gefangenen, die so entkommen. Der Direktor bereitet mit Mahuzard nun die Übergabe vor und das Gold wird in den LKW verladen. Nachdem der Direktor beim Pinkeln auf eine elektrische Leitung durch einen Stromschlag verstorben ist, tauchen Augagneur, Boissier und Brenner mit dessen Panzer auf. Als Mahuzard sich weigert, das Gold zu übergeben, und Boissier erschießt, jagt Brenner den LKW samt Béral und Mahuzard in die Luft. Augagneur und Brenner bleiben mit Hélene übrig, trennen sich jedoch von ihr, nachdem Augagneur ihr falsches Spiel durchschaut hat: Sie hatte jeden der beiden aufgefordert, den Nebenbuhler umzubringen. Brenner und Augagneur machen sich ins Innere Afrikas auf, um das Gold bei einem Drogenhändler umzutauschen. Während der Fahrt versucht Brenner vergeblich, den Franzosen bei einem Tankstopp abzuschütteln. Augagneur überwältigt Brenner, lässt ihn an der Küste zurück und fährt mit dem Panzer zum Treffpunkt. Dort angekommen trifft er den Kontaktmann, sieht sich jedoch am nächsten Morgen plötzlich von einer ganzen französischen Armee umstellt. Geistesgegenwärtig spielt er den treuen Legionär, der das Gold für de Gaulle sicherstellen wollte, und erntet dafür höchstes Lob. Zwar muss er auf das Gold verzichten, doch dafür erhält er eine Auszeichnung und die Bekanntschaft der reizenden Mme Chanterelle.

## Kritiken
„Abenteuerfilm um Jean-Paul Belmondo; eine fade Mischung aus Gewalttätigkeiten und dummen Sprüchen.“